# TýTý pro seriál roku
TýTý pro seriál roku je jedna z kategorií cen TýTý, ve které jsou oceňováni seriály, které se vysílali v příslušném roce na českých televizních stanicích. Cena v této kategorie se uděluje od roku 2004. Největší počet zrcadel v této kategorie obdržel seriál České televize Vyprávěj.

## Ocenění
Seriály jsou uvedeny v náhodném pořadí. Pokud jsou známé i ostatní pořadí v diváckém hlasování, jsou uvedené za názvem seriálu v závorce.
| Rok  | Název seriálu                         | Stanice        |
| ---- | ------------------------------------- | -------------- |
| 2004 | Pojišťovna štěstí                     | Nova           |
| 2004 | Rodinná pouta (2.)                    | Prima          |
| 2004 | Místo nahoře (3.)                     | Česká televize |
| 2004 | Náměstíčko (4.)                       | Česká televize |
| 2004 | Redakce (5.)                          | Nova           |
| 2005 | Četnické humoresky                    | Česká televize |
| 2005 | Ordinace v růžové zahradě (2.)        | Nova           |
| 2005 | Rodinná pouta (3.)                    | Prima          |
| 2005 | Ulice (4.)                            | Nova           |
| 2005 | Dobrá čtvrť (5.)                      | Česká televize |
| 2006 | Ordinace v růžové zahradě             | Nova           |
| 2006 | Ulice (2.)                            | Nova           |
| 2006 | Rodinná pouta (3.)                    | Prima          |
| 2006 | Pojišťovna štěstí (4.)                | Nova           |
| 2006 | Letiště (5.)                          | Prima          |
| 2007 | Ulice                                 | Nova           |
| 2007 | Ordinace v růžové zahradě (2.)        | Nova           |
| 2007 | Četnické humoresky (3.)               | Česká televize |
| 2007 | Pojišťovna štěstí                     | Nova           |
| 2007 | Velmi křehké vztahy                   | Prima          |
| 2008 | Ordinace v růžové zahradě 2           | Nova           |
| 2008 | Velmi křehké vztahy (2.)              | Prima          |
| 2008 | Ulice (3.)                            | Nova           |
| 2008 | Pojišťovna štěstí                     | Nova           |
| 2008 | Nemocnice na kraji města – nové osudy | Česká televize |
| 2009 | Vyprávěj                              | Česká televize |
| 2009 | Comeback                              | Nova           |
| 2009 | Ordinace v růžové zahradě 2           | Nova           |
| 2009 | Ulice                                 | Nova           |
| 2009 | Velmi křehké vztahy                   | Prima          |
| 2010 | Vyprávěj                              | Česká televize |
| 2010 | Okresní přebor (2.)                   | Nova           |
| 2010 | Cesty domů (3.)                       | Prima          |
| 2010 | Ulice (4.)                            | Nova           |
| 2010 | Ordinace v růžové zahradě 2 (5.)      | Nova           |
| 2011 | Vyprávěj                              | Česká televize |
| 2011 | Expozitura (2.)                       | Nova           |
| 2011 | Ulice (3.)                            | Nova           |
| 2011 | Ordinace v růžové zahradě 2           | Nova           |
| 2011 | Cesty domů                            | Prima          |
| 2012 | Vyprávěj                              | Česká televize |
| 2012 | Gympl s (r)učením omezeným (2.)       | Nova           |
| 2012 | Ulice (3.)                            | Nova           |
| 2012 | Ordinace v růžové zahradě 2           | Nova           |
| 2012 | Cesty domů                            | Prima          |
| 2013 | Vyprávěj                              | Česká televize |
| 2013 | Ulice (2.)                            | Nova           |
| 2013 | Sanitka 2 (3.)                        | Česká televize |
| 2013 | Ordinace v růžové zahradě 2           | Nova           |
| 2013 | Cesty domů                            | Prima          |
| 2014 | První republika                       | Česká televize |
| 2014 | Případy 1. oddělení (2.)              | Česká televize |
| 2014 | Vinaři (3.)                           | Prima          |
| 2014 | Svatby v Benátkách                    | Prima          |
| 2014 | Cesty domů                            | Prima          |

## Počet cen dle stanice
- Česká televize – 7
- Nova – 4
- Prima – 0

## Počet cen dle oceněných
5 cen
- Vyprávěj

2 ceny
- Ordinace v růžové zahradě